# Relaciones de conmutación canónicas
En mecánica cuántica (física), las relaciones de conmutación canónicas son las relaciones fundamentales entre magnitudes conjugadas (cantidades que están relacionadas por definición de modo que una es la transformada de Fourier de la otra). Por ejemplo,
{\displaystyle [{\hat {x}},{\hat {p}}_{x}]=i\hbar }
entre el operador de posición {\displaystyle x} y operador momento {\displaystyle p_{x}} en la dirección {\displaystyle x} de una partícula puntual en una dimensión, donde {\displaystyle [x,p_{x}]=xp_{x}-p_{x}x} es el conmutator de {\displaystyle x} y {\displaystyle p_{x}} , {\displaystyle i} es la unidad imaginaria, y {\displaystyle \hbar } es la constante de Planck reducida {\displaystyle h/2\pi }. En general, la posición y el momento son vectores de operadores y la relación de conmutación entre sus componentes se puede expresar como
{\displaystyle [{\hat {r}}_{i},{\hat {p}}_{j}]=i\hbar \delta _{ij}.}
donde {\displaystyle \delta _{ij}} es la delta de Kronecker.
Se le atribuye esta relación a Max Born (1925), que la llamó "condición cuántica" y la empleó como postulado de la teoría. E. Kennard (1927) demostró que implicaba el principio de incertidumbre de Heisenberg.

## Relación con la mecánica clásica
Por contraste, en la física clásica, todos los observables conmutan y el conmutator sería cero. Aun así, una relación análoga existe reemplazando el conmutator con el corchete de Poisson multiplicado por {\displaystyle i\hbar }:
{\displaystyle \{x,p\}=1\,.}
Esta observación inspiró a Dirac para proponer que las versiones cuánticas {\displaystyle {\hat {f}}}, {\displaystyle {\hat {g}}} de los observables clásicos {\displaystyle f}, {\displaystyle g} satisfacen
{\displaystyle [{\hat {f}},{\hat {g}}]=i\hbar {\widehat {\{f,g\}}}\,.}
En 1946, Hip Groenewold demostró que una correspondencia sistemática general  entre conmutadores cuánticos y corchetes de Poisson no puede ser válida de manera consistente. Aun así, existe una correspondencia sistemática entre el conmutador cuántico y una deformación del corchete de Poisson, el corchete de Moyal, y, en general, operadores cuánticos y observables clásicos y distribuciones en el espacio de fases. Groenewold descubrió el mecanismo de correspondencia, la transformación de Wigner-Weyl, que da lugar a una representación de la mecánica cuántica alternativa matemáticamente equivalente, conocida como cuantización por deformación.

## Representaciones
El grupo {\displaystyle H_{3}(\mathbb {R} )} generado por exponenciación del álgebra de Lie tridimensional determinada por la relación de conmutación {\displaystyle [{\hat {x}},{\hat {p}}_{x}]=i\hbar } se llama grupo de Heisenberg.
Según la formulación matemática estándar de la mecánica cuántica, los observables cuánticos como {\displaystyle x}  y {\displaystyle p_{x}} tendrían que ser representados por operadores autoadjuntos en algún espacio de Hilbert.  Es relativamente fácil de ver que dos operadores que satisfacen la relación de conmutación anterior no pueden ser acotados—tan solo hay que tomar la traza de ambos lados de las relaciones y utilizar la relación {\displaystyle \mathrm {tr} (AB)=\mathrm {tr} (BA)} se consigue un número finito a la derecha y cero a la izquierda. 
Alternativamente, notar que {\displaystyle [x^{n},p_{x}]=i\hbar nx^{n-1}}, por lo que las normas de los operadores satisfacen 
{\displaystyle 2||p_{x}||\ ||x||^{n}\geq n\hbar ||x||^{n-1}}, de modo que, para cualquier {\displaystyle n},
{\displaystyle 2||p_{x}||\ ||x||\geq n\hbar }.
Sin embargo, {\displaystyle n} puede ser arbitrariamente grande, así que al menos uno de los operadores debe ser no acotado, y la dimensión del espacio de Hilbert no puede ser finita. Utilizando las relaciones de Weyl, de hecho, se puede demostrar que ambos operadores son no acotados.
Aun así, estas relaciones de conmutación canónicas se pueden escribir de un modo un poco "más domado" en términos de los operadores unitarios (acotados) {\displaystyle \exp(itx)} y {\displaystyle \exp(isp_{x})}, que admiten representaciones de dimensión finita (por ejemplo, las matrices desplazamiento y reloj que generalizan las matrices de Pauli).
Las relaciones entre estos operadores son las relaciones de Weyl
{\displaystyle \exp(itx)\exp(isp_{x})=\exp(-i\hbar st)\exp(isp_{x})\exp(itx)}.
El conmutator que define el grupo es entonces 
{\displaystyle \exp(itx)\exp(isp_{x})\exp(-itx)\exp(-isp_{x})=\exp(-i\hbar st)}.
La unicidad de las relaciones de conmutación canónicas entre la posición y el momento está garantizada por el teorema de Stone-von Neumann.

## Generalizaciones
La fórmula sencilla
{\displaystyle [x,p]=i\hbar ,\,}
válida para la cuantización del sistema clásico más sencillo, puede ser generalizado al caso de un lagrangiano arbitrario {\displaystyle {\mathcal {L}}} Identificamos las coordenadas canónicas (como {\displaystyle x} en el ejemplo anterior, o un campo Φ(x) en el caso de teoría de campos cuánticos) y momentos canónicos πx  (en el ejemplo anterior es {\displaystyle p_{x}}, o más generalmente, alguna función que incluye derivadas de las coordenadas canónicas con respecto al tiempo):
{\displaystyle \pi _{i}\ {\stackrel {\mathrm {def} }{=}}\ {\frac {\partial {\mathcal {L}}}{\partial (\partial x_{i}/\partial t)}}.}
Esta definición del momento canónico asegura que una de las ecuaciones de Euler–Lagrange tiene la forma
{\displaystyle {\frac {\partial }{\partial t}}\pi _{i}={\frac {\partial {\mathcal {L}}}{\partial x_{i}}}.}
Entonces las relaciones de conmutación canónica tienen la forma
{\displaystyle [x_{i},\pi _{j}]=i\hbar \delta _{ij},\,}
donde δij es la delta de Kronecker.
Además se puede demostrar fácilmente que
{\displaystyle [p_{i},F({\vec {x}})]=-i\hbar {\frac {\partial F({\vec {x}})}{\partial x_{i}}};\qquad [x_{i},F({\vec {p}})]=i\hbar {\frac {\partial F({\vec {p}})}{\partial p_{i}}}.}

## Relación de incertidumbre y conmutadores
Todas las relaciones de conmutación no triviales implican relaciones de incertidumbre,< que contienen contribuciones semi-definidas positivas de los valores esperados de conmutadores y anticonmutadores. En general, para dos operadores hermíticos {\displaystyle A} y {\displaystyle B}, dadas las varianzas {\displaystyle \Delta A,\ \Delta B} alrededor de los valores esperados en un estado {\displaystyle \psi }, {\displaystyle (\Delta A)^{2}=\left\langle (A-\langle A\rangle )^{2}\right\rangle } y análogamente para {\displaystyle B}.
Entonces 
{\displaystyle \Delta A\,\Delta B\geq {\frac {1}{2}}{\sqrt {\left|\left\langle \left[{A},{B}\right]\right\rangle \right|^{2}+\left|\left\langle \left\{A-\langle A\rangle ,B-\langle B\rangle \right\}\right\rangle \right|^{2}}},}
donde {\displaystyle [A,B]=AB-BA} es el conmutador de {\displaystyle A} y {\displaystyle B}, y {\displaystyle \{A,B\}=AB+BA} es el anticonmutador.
Esto se sigue del uso de las desigualdades de Cauchy–Schwarz, ya que {\displaystyle |\langle A^{2}\rangle |\,|\langle B^{2}\rangle |\geq |\langle AB\rangle |^{2}} y {\displaystyle AB={\frac {1}{2}}([A,B]+\{A,B\})}; y de modo parecido para los operadores desplazados {\displaystyle A-\langle A\rangle } y {\displaystyle B-\langle B\rangle }.
Sustituyendo {\displaystyle A} y {\displaystyle B} se obtiene la relación de incertidumbre de Heisenberg para {\displaystyle x} y {\displaystyle p_{x}} usual. 

## Relación de incertidumbre para operadores de momento angular
Para los operadores de momento angular {\displaystyle L_{x}=yp_{z}-zp_{y}}, etc., se tiene que
{\displaystyle [{L_{x}},{L_{y}}]=i\hbar \epsilon _{xyz}{L_{z}},}
donde {\displaystyle \epsilon _{xyz}} es el símbolo de Levi-Civita, que invierte el signo de la respuesta bajo intercambio de un par de índices. Los operadores de espín cumplen una relación análoga.
Aquí, para {\displaystyle L_{x}} y {\displaystyle L_{y}} , en los multipletes del momento angular {\displaystyle \psi =|\ell ,m\rangle }, se tiene, para las componentes transversales del invariante de Casimir {\displaystyle L^{2}=L_{x}^{2}+L_{y}^{2}+L_{z}^{2}}, las relaciones de simetría en {\displaystyle z}
{\displaystyle \langle L_{x}^{2}\rangle =\langle L_{y}^{2}\rangle ={\frac {1}{2}}\hbar ^{2}(\ell (\ell +1)-m^{2})}
así como  {\displaystyle \langle L_{x}\rangle =\langle L_{y}\rangle =0}.
En consecuencia, la desigualdad anterior aplicada a esta relación de conmutación es
{\displaystyle \Delta L_{x}\Delta L_{y}\geq {\frac {1}{2}}{\sqrt {\hbar ^{2}|\langle L_{z}\rangle |^{2}}}~,}
de ahí 
{\displaystyle {\sqrt {|\langle L_{x}^{2}\rangle \langle L_{y}^{2}\rangle |}}\geq {\frac {\hbar ^{2}}{2}}m}
y por tanto
{\displaystyle l(l+1)-m^{2}\geq m~,}
De este modo se obtienen restricciones para el invariante de Casimir como {\displaystyle \ell (\ell +1)\geq m(m+1)}, y por ello {\displaystyle \ell \geq m}, entre otras.